# 白山総合車両所
白山総合車両所（はくさんそうごうしゃりょうしょ）は、石川県白山市宮保町にある西日本旅客鉄道（JR西日本）の車両基地および車両工場である。
北陸新幹線の車両基地および車両工場として機能しており、金沢駅の福井方約10km付近にある。
2024年春の北陸新幹線敦賀延伸に向け、敦賀駅付近に敦賀支所が設置された。

## 概要
地平を走るIRいしかわ鉄道線（松任駅 - 加賀笠間駅間）に並行する形で北陸新幹線の本線が高架で建設され、その2線の東側に平行展開する形で、回送線・車両基地などが建設された。車両基地関係が21ha、保守基地関係が5haである。北陸新幹線が東京駅 - 金沢駅間の営業運転にとどまっていた間は金沢駅 - 車両基地間の約10キロメートルは回送線として機能し、金沢駅以西への延伸開業後にはこの区間も営業線に組み込まれた。本車両基地は整備新幹線である北陸新幹線の施設として建設されたため、JR西日本が鉄道建設・運輸施設整備支援機構から賃借している。
土台部分の施工は鹿島建設を代表とする共同企業体である。

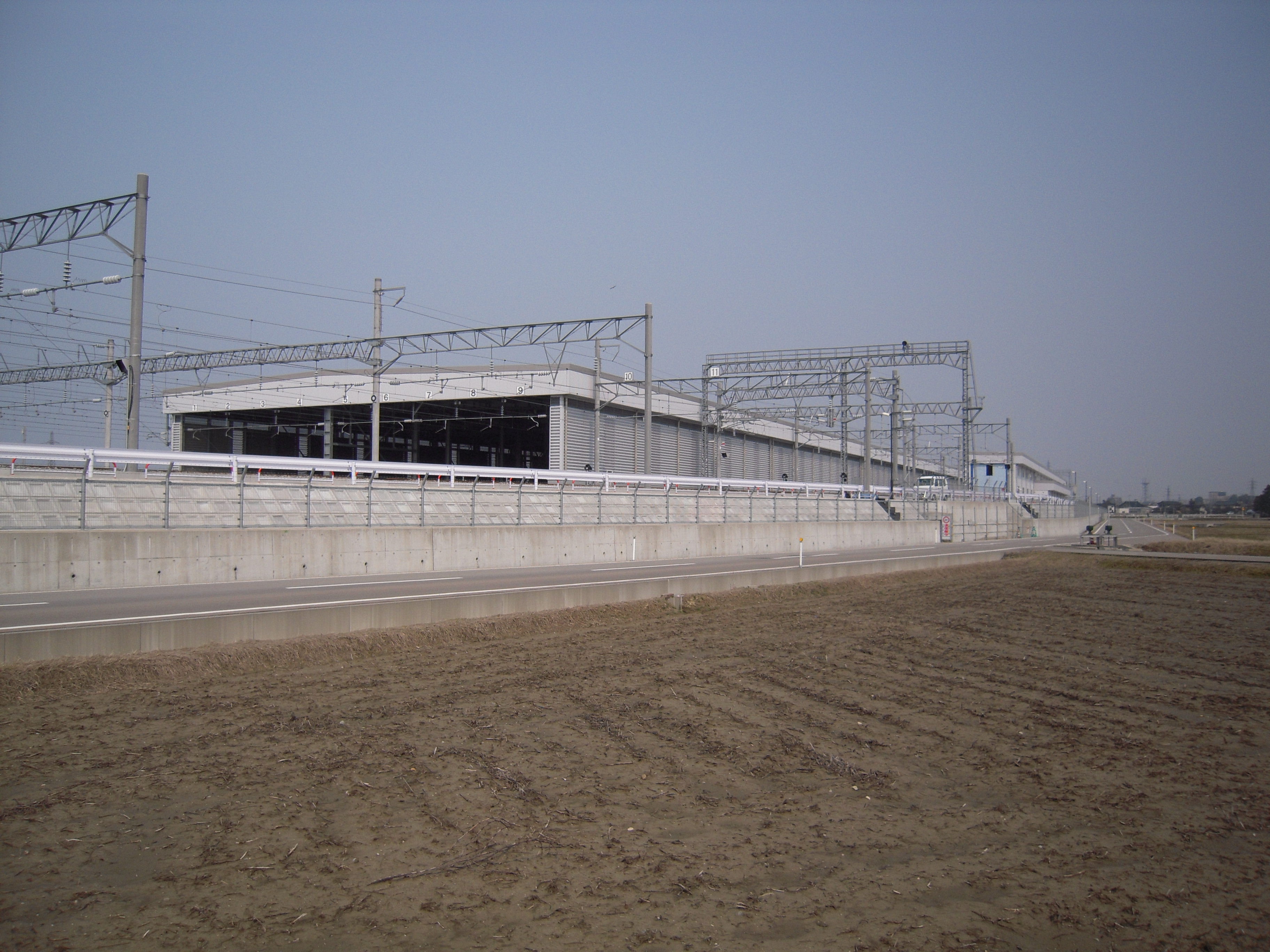
白山総合車両所の着発収容線建屋（2014年3月17日）
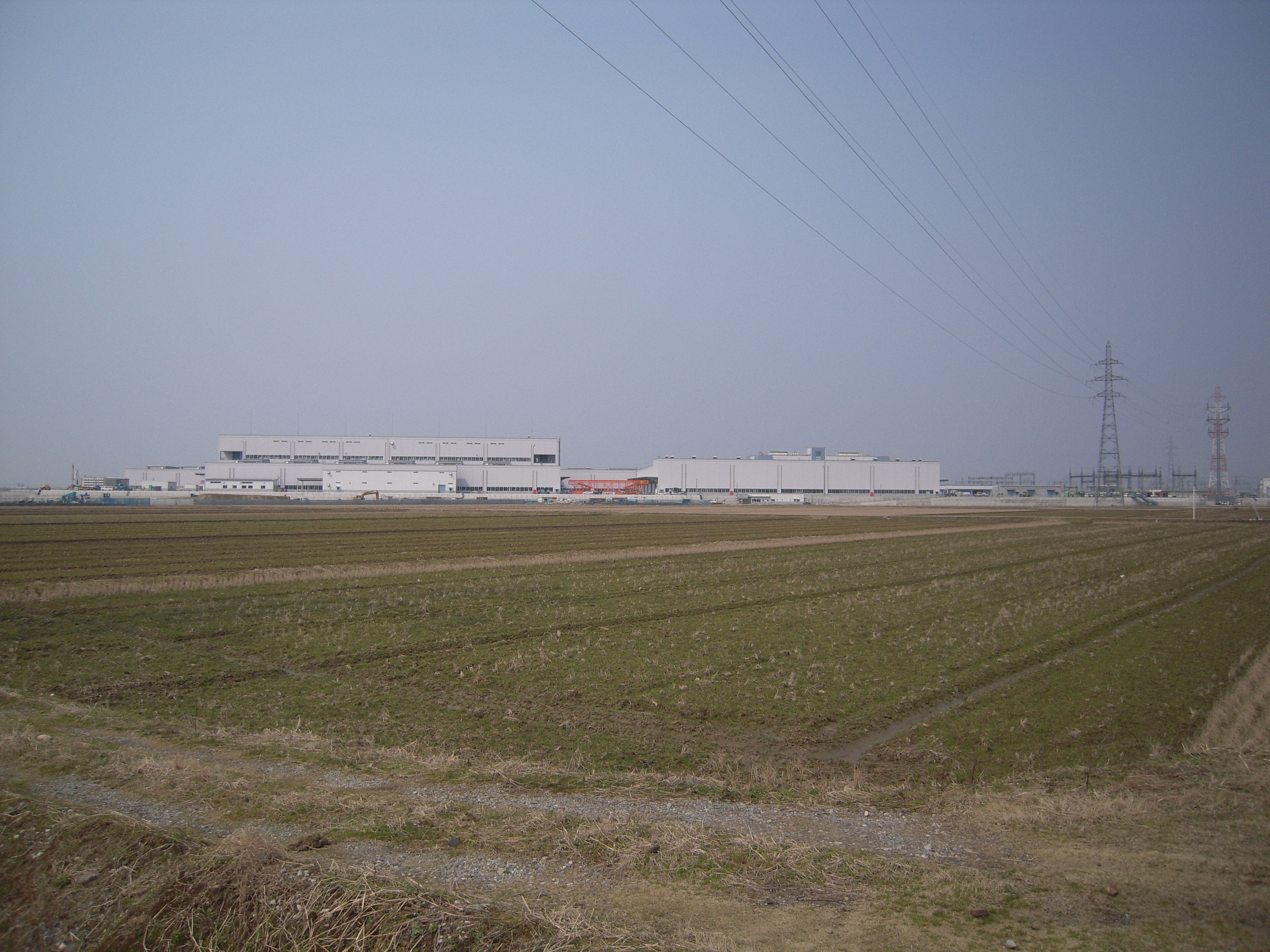
白山総合車両所遠景（2014年3月17日）
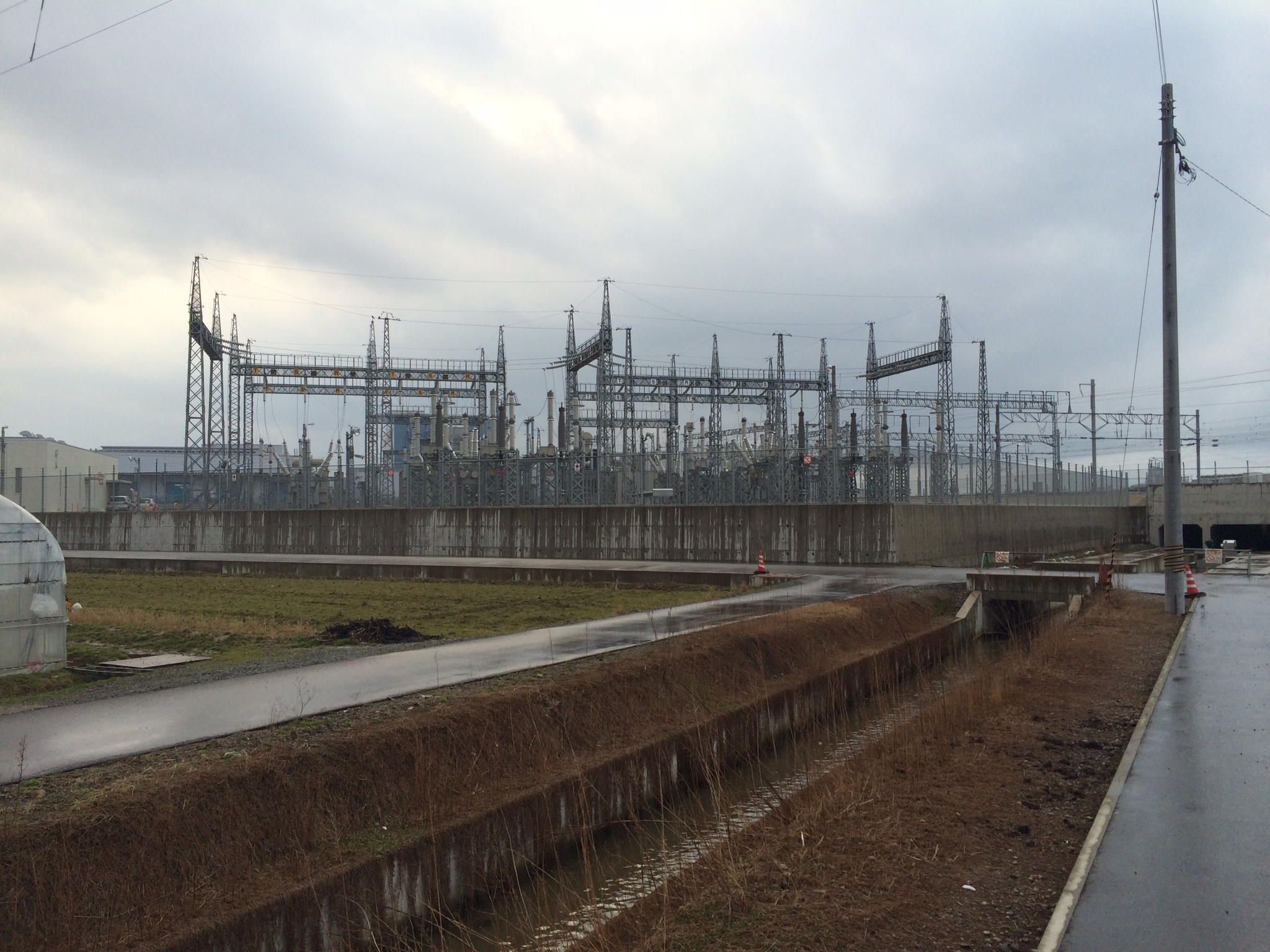
隣接する、本線架線への変電設備（2014年3月9日）
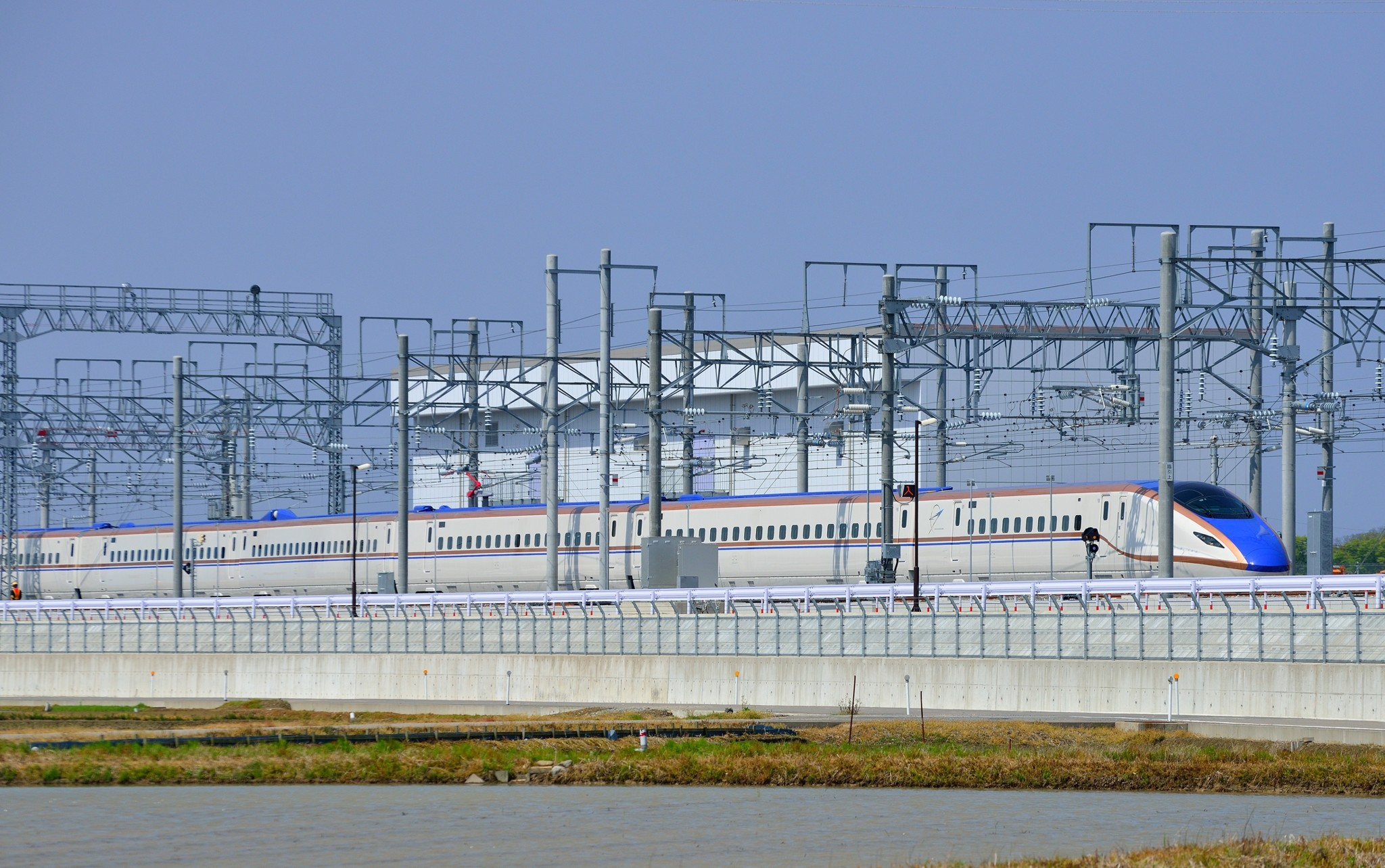
構内試運転中のW7系W1編成（2014年5月2日）

### 名称
松任市と周辺町村の合併による白山市誕生以前は、仮称として「松任車両基地」、あるいは金沢市に近いことから「金沢車両基地」と呼称されていた。整備新幹線の平成16年政府与党申し合わせでも「金沢車両基地」という語が用いられていた。

### 沿革
- 2006年（平成18年）4月18日：国土交通省が、北陸新幹線長野 - 金沢間工事実施計画の変更認可申請を認可。
- 2009年（平成21年）10月10日：土木工事に着工[7]。
- 2013年（平成25年）10月：完成。
- 2014年（平成26年）
  - 4月1日：西日本旅客鉄道（JR西日本）白山総合車両所が開所[8]。
  - 4月12日：W7系電車の搬入を開始[9]。
  - 8月1日：東京方よりEast i（E926形電車）が本所へ初入線。
  - 10月23日：東京方よりE7系電車が本所へ初入線[10]。
  - 11月1日：JR西日本が鉄道建設・運輸施設整備支援機構から施設管理を引き継ぐ[11]。
  - 11月15日：W7系電車全編成搬入完了[11][12]。
- 2015年（平成27年）3月14日：北陸新幹線の金沢駅開業に合わせ、供用開始。
- 2024年（令和6年）3月13日：北陸新幹線の敦賀駅延伸開業に合わせ、見学・観光施設「トレインパーク白山」を白山市が開設[13][14][15]。

## 設備・組織
北側に着発収容線（有効長396m、9線）と転削庫（1線）を備える。着発収容線は、降雪対策として屋根が設置されている。
南側には検修設備・工場設備を設け、検修庫（有効長387mの交番検査線2線<1・2番線>、仕業検査線1線<3番線>、融雪線1線<4番線>、全検整備線1線<5番線>と有効長320mの台車振替線1線<6番線>）、台車検修場、台車部品検修場、車体解艤装場、部品検修場、車体検修場、車体塗装場を備える。交番検査は1・2番線、仕業検査は1 - 3番線を用いて行われ、仕業検査に関してはW7系だけでなくE7系も当車両所で行う。4番線の融雪線には温水噴射機、高圧洗浄機といった融雪設備を備え、床下の雪塊を取り除くことができる。5番線では全般検査・台車検査時の編成分割・連結作業（12両編成→6両+6両）が行われる。6番線には、車両を連結したまま最大8両まで持ち上げることのできるジャッキを備える。1 - 3番線の検修庫出口付近には薬液噴射装置、着発収容線の手前には車両洗浄装置が設けられ、車両洗浄に用いられている。
組織としては、総務科、車両科、品質管理センター、車両検修センター、運用検修センターのほかに関連会社であるJR西日本金沢メンテックとJR西日本新幹線テクノスがあり、仕業検査は運用検修センター、交番検査は品質管理センターと車両検修センター、台車・全般検査は品質管理センターと車両検修センターに加えて新幹線テクノスが対応する。車内外洗浄業務は金沢メンテックが行う。なお、台車・全般検査を終えた編成は金沢駅 - 富山駅間で試運転を行ったうえで営業に復帰する。

## 配置車両
配置車両の車体に記される略号は「金ハク」で、金沢支社の略号である「金」と、白山の電報略号である「ハク」から構成される。
2022年4月1日時点の配置車両は以下のとおり。
W7系電車（264両）
12両編成22本（W1・W3 - W6・W8 - W24編成）が配置されている。
北陸新幹線「かがやき」「はくたか」「あさま」「つるぎ」、上越新幹線「たにがわ」で運用される。JR東日本長野新幹線車両センター配置のE7系電車と一体的に運用されている。
北陸新幹線金沢駅開業当初は10本が配置されていたが、2015年9月に1本増備された。
令和元年東日本台風において長野新幹線車両センターが水没した際、同所に停泊していた当所所属の2本24両（W2・W7編成）が被災し、廃車となった。
2021年10月から2022年3月にかけて、3本が増備された。
2023年3月からは敦賀延伸の為、10本が増備された。

## 一般公開
2015年から年1回実施している同所の一般公開のほかに、2016年から一般団体向けに白山総合車両所の見学ツアーを実施している。同年4月から白山市内の団体を対象に試験的に導入し、8月から全国からの団体を受け入れている。毎週火曜日と金曜日の午前と午後の1回見学ツアーを実施している。なお、2020年以降新型コロナウイルスの感染防止に伴い、一般公開・見学ツアーのいずれも取り止めている。
白山市は観光資源の活用として車両所公開の拡大をJR西日本に要望しているものの、JR西日本は現状の週2日が限界だとの方針を示している。また、2017年に自由民主党が新幹線総合車両所を新たな観光資源として、白山総合車両所を第1号として恒常的に公開する検討を開始した。
白山市は2023年度末（令和5年度末、予定）、白山総合車両所隣接地の白山市宮保町に見学施設「ビジターセンター(仮称)」を開業する方針を示している。自民党整備新幹線等鉄道調査会のプロジェクトチームは、2021年9月10日に「ビジターセンター(仮称)」の整備概要をまとめた。それによると、約1.3ヘクタールの敷地に延べ床面積約2900平方メートルで4階建て、流線形をイメージし、北陸新幹線と同じ青色と銅色のラインを施すという。北陸新幹線敦賀駅延伸開業と同じ2024年春の開業を目指し、事業費は31億円である。
2024年3月13日、白山市立高速鉄道ビジターセンター（施設愛称：トレインパーク白山）が開業した。

## 敦賀支所

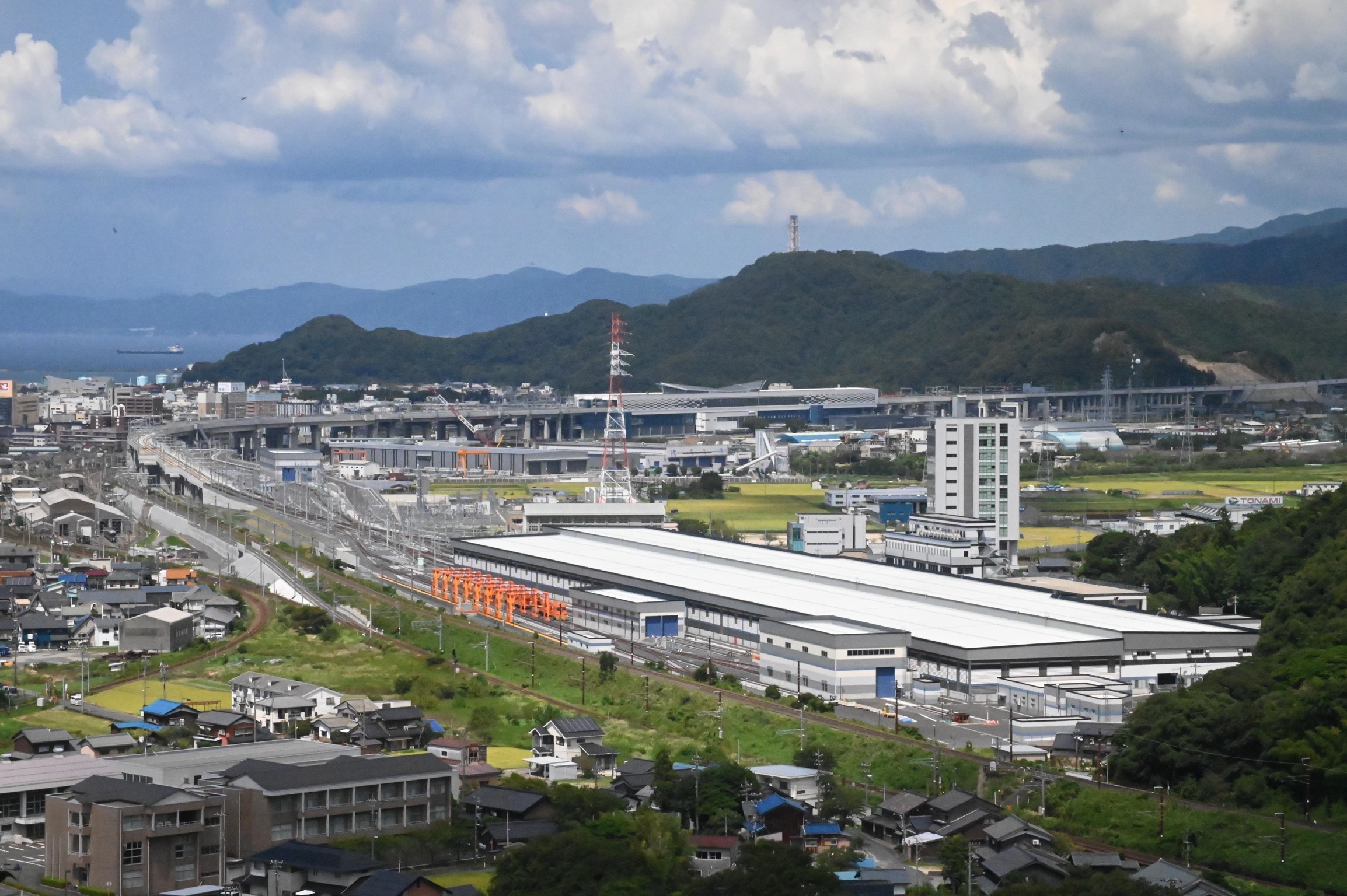
敦賀支所全景。衣掛山より。

2024年春の北陸新幹線敦賀延伸に向け、白山総合車両所敦賀支所が2023年8月に開設された。主に仕業検査を実施している。所在地は福井県敦賀市観音町で、敷地面積は約37,000 m2である。新幹線の整備建設においては「敦賀車両基地」と呼称される。

### 設備

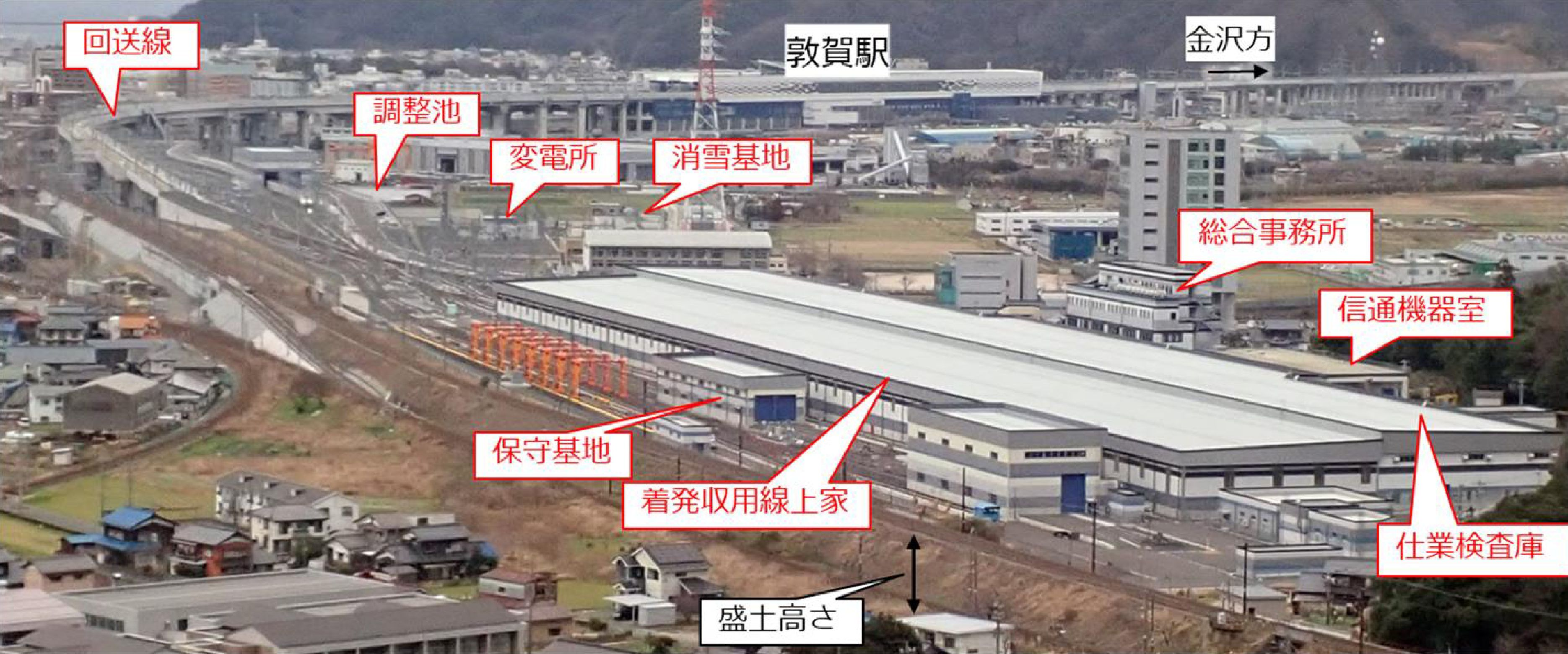
施設配置

最大延長約1,500 m、幅約160mの敷地であり、構内には以下の設備が設けられている。
仕業検査庫
- 仕業検査線 - 2本
- 融雪線 - 1本

着発収容庫
- 着発収容線 - 7本（着発収容1番 - 7番線）

（屋外）
- 臨時修繕線 - 1本（臨時修繕庫設置）
- 引上線 - 1本（車両洗浄装置設置）
- 回送線（入出区線）- 2本

構内西側の保守基地には保守用車留置線 2本（保守用車収容庫）、確認車留置線、検修線（検修庫）、材料線、ロングレール運搬車留置線（三線軌条）、引上線、北陸本線とのロングレール授受線などがある。